# Лопать

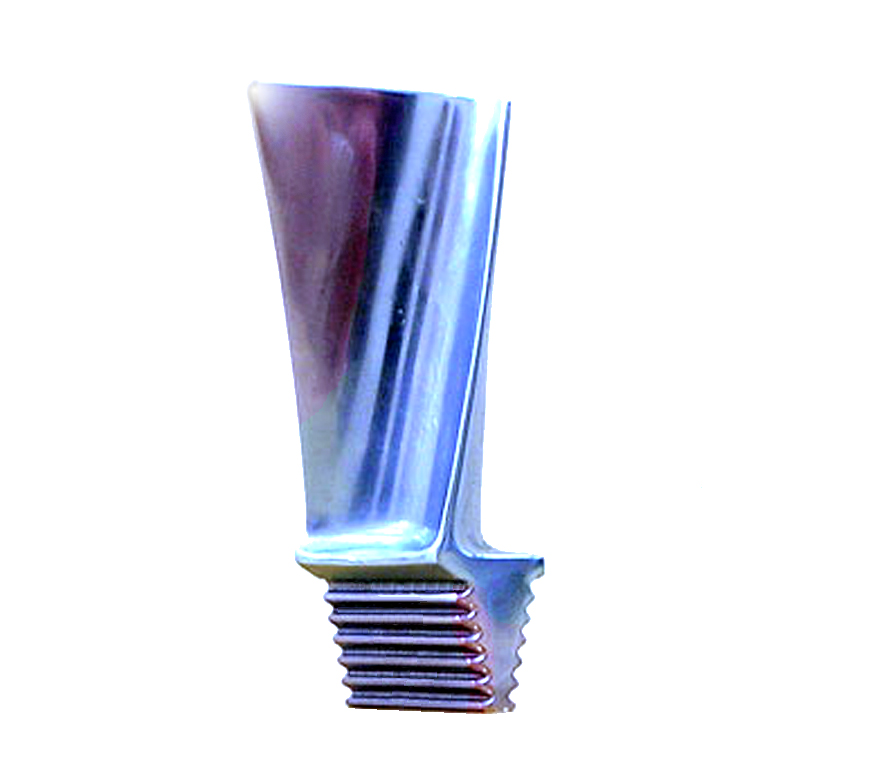
Турбінна лопать

Ло́пать (лоп́атка) — деталь лопатевих машин, призначена для зміни в них параметрів газу чи рідини.
Особливої відмінності в конструкції чи в способі застосування між лопатями і лопатками немає, однак при вживанні цих понять — лопатками називають лопаті, у яких ширина не менша від чверті їх довжини.
Машини або механізми, оснащені робочими колесами з встановленими на них лопатями або лопатками, в залежності від типу джерела енергії для їх переміщення в потоці рідини чи газу, можуть бути нагнітальними (компресори, вентилятори, повітродувки, насоси) або приводними (турбіни, вітрогенератори, млини, гідро- і пневмоприводи).
У нагнітальних машинах лопаті або лопатки переміщують потік. У приводних — потік рідини або газу приводить в рух лопаті або лопатки.

## Принцип дії
У приводних машинах або механізмах принцип дії лопаток схожий з принципом дії лопатей рухомої частини вітряка.
Лопаті жорстко закріплені на роторі, що являє собою обертовий вал. Ротор також з'єднаний з механізмом, який виконує корисну роботу при обертанні. Робочим тілом у млині прийнято вважати потік повітря. Набігаючий потік повітря рухається у напрямку осі обертання ротора. Лопаті млина закріплені таким чином, що їх площину повернуті щодо осі кріплення на деякий кут. Цей кут в аеродинаміці називається кутом атаки.
Лопать стоїть на шляху руху повітря. Коли потік стикається з нею, він гальмується і змінює напрямок руху, обтікаючи її, як показано на малюнку. При цьому близько передньої поверхні лопаті виникає область з підвищеним тиском повітря, а біля задньої поверхні виникає область з пониженим тиском. Величина різниці тисків dP залежить від багатьох параметрів, наприклад швидкості руху повітря, кута атаки, форми поверхні.

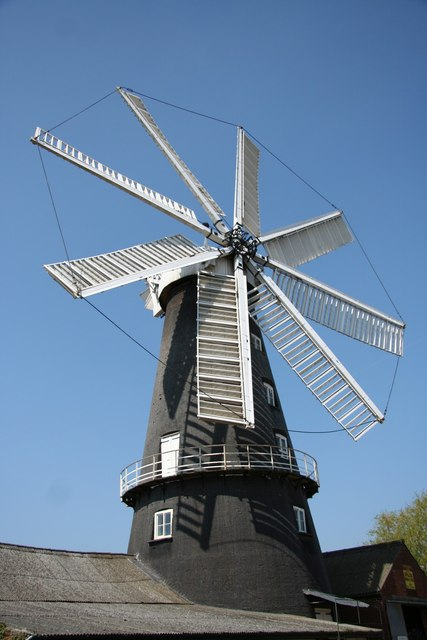
Вітряк

Через різницю тиску на поверхнях на лопатку починає діяти сила P, направлена по нормалі до її площині. Оскільки лопатка жорстко закріплена на роторі і не може здійснювати осьові переміщення, на неї діє сила реакції опори N, спрямована по осі ротора в сторону протилежну руху потоку. Сумарною силою, при складанні цих двох сил, є сила F, спрямована перпендикулярно осі ротора. Оскільки ця сила, додана до лопаті, то виникає обертальний момент М, який змушує ротор обертатися. Зв'язаний з ротором механізм виконує корисну роботу.
У разі вітряка перепад тиску на лопатці невеликий і, для збільшення сили Р збільшують площу, оскільки сила Р = dP x S, де:
dP — середній перепад тиску;
S — площа лопатки.
Спосіб збільшити силу Р, а значить і корисну роботу всієї установки, це збільшити перепад тиску dP. Збільшення перепаду тиску на вході в лопатковий апарат і на виході з нього вимагає розташування на валу декількох лопаток, радіально розташованих в одному круговому ряду. Такий круговий ряд або диск з віялоподібно розташованими в ньому лопатками, називають ступенем розширення або ступенем тиску.
Залежно від величини перепаду тиску на валу може знаходитися кілька ступенів тиску.

## Основні типи лопаток

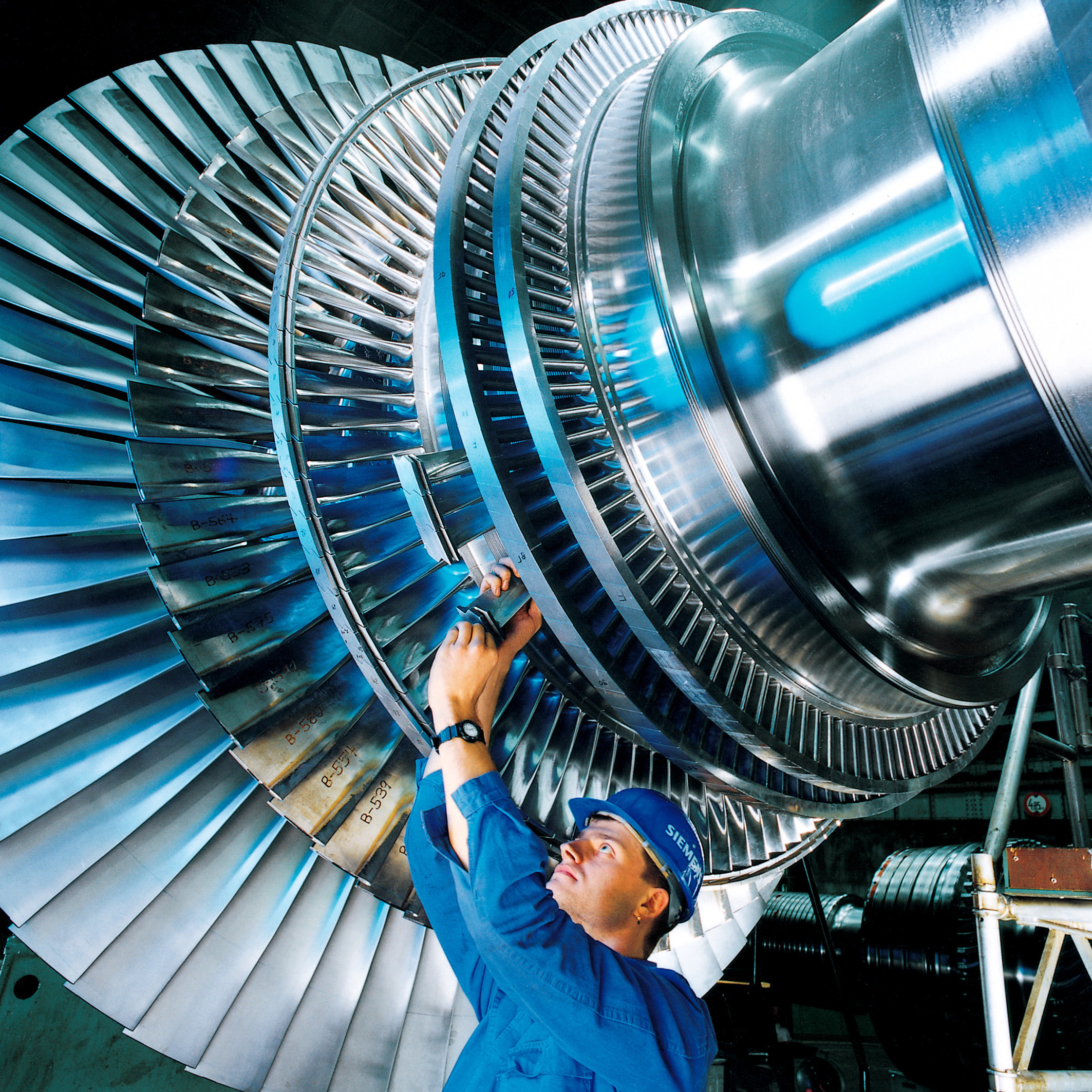
Монтаж секцій лопаток на заводі Siemens AG

Лопатеві машини, як найважливішого елементу містять що знаходяться на валу диски, оснащені профільованими лопатками. Диски, залежно від типу і призначення машини, можуть обертатися з абсолютно різними швидкостями, що складають від одиниць оборотів в хвилину у вітрогенераторів і млинів, до десятків і сотень тисяч обертів на хвилину у газотурбінних двигунів і турбонагнітачів.
Лопатки сучасних лопатевих машин, в залежності від призначення та середовища в якому вони працюють, мають саму різну конструкцію. Еволюція цих конструкцій простежується при порівнянні лопаток середньовічних млинів — водяних і вітряних, з лопатками вітродвигуна і гідротурбіни ГЕС.
На конструкцію лопаток впливають такі параметри, як густина та в'язкість середовища, в якому вони працюють. Рідина значно щільніша за газ, більш в'язка і практично нестислива. Тому форма і розміри лопаток гідравлічних і пневматичних машин сильно відрізняється. Через різницю об'єму при однаковому тиску, площа поверхні лопаток пневматичних машин може бути в кілька разів більше лопаток гідравлічних.
Розрізняють робочі, спрямляючі і поворотні лопатки. Крім того, в компресорах можуть бути напрямні лопатки, а також вхідні напрямні лопатки, а в турбінах — соплові лопатки і охолоджувані.

## Конструкція лопатки

Основні елементи лопатки

Основні елементи лопатки:
1. Гребінці лабіринтового ущільнення радіального зазору;
2. Бандажна полиця;
3. Гребінці торцевого лабіринтового ущільнення;
4. Отвір для підведення охолоджувального повітря у внутрішніх каналах охолоджуваної лопатки.

Для кожної лопатки характерний власний аеродинамічний профіль. Звичайно він нагадує крило літального апарата. Найбільш суттєва відмінність лопатки від крила полягає в тому, що лопатки працюють в потоці, параметри якого дуже сильно змінюються по її довжині.

### Профільна частина лопатки
За конструкцією профільної частини лопатки підрозділяються на лопатки постійного і змінного перерізів.
Лопатки постійного перерізу застосовуються для ступенів, в яких довжина лопатки не більша за одну десяту середнього діаметра ступеня. У турбінах великої потужності це, як правило, лопатки перших ступенів високого тиску. Висота цих лопаток невелика й становить 20-100 мм.
Лопатки змінного перетину мають змінний профіль на наступних ступенях, причому площа поперечних перерізів плавно зменшується від кореневого перерізу до вершини. У лопаток останніх ступенів це співвідношення може сягати 6-8. Лопатки змінного перетину завжди мають початкову закрутку, тобто кути, утворені прямою, що сполучає кромки перетину (хордою), з віссю турбіни, іменованими кутами установки перетинів. Ці кути, з міркувань аеродинаміки, по висоті задаються різними, з плавним збільшенням від кореня до вершини.
Для відносно коротких лопаток кути закрутки профілю (різниця між кутами установки периферійного і кореневого перетинів) становлять 10-30о, а для лопаток останніх ступенів можуть досягати 65-70о.
Взаємне розташування перетинів за висотою лопатки при утворенні профілю і положення цього профілю щодо диска є установкою лопатки на диску і має задовольняти вимогам аеродинаміки, міцності та технологічності виготовлення.
Лопатки в основному виготовляються з попередньо відштампованих заготовок. Також застосовуються методи виготовлення лопаток точним литтям або точним штампуванням. Сучасні тенденції підвищення потужності турбін вимагають збільшення довжини лопаток останніх ступенів. Створення таких лопаток залежить від рівня наукових досягнень в області аеродинаміки потоку, статичної та динамічної міцності та наявності матеріалів з необхідними властивостями.
Сучасні титанові сплави дозволяють виготовити лопатки довжиною до 1500 мм. Але в цьому випадку обмеженням є міцність ротора, діаметр якого доводиться збільшувати, але тоді необхідно зменшувати довжину лопатки для збереження співвідношення з міркувань аеродинаміки, інакше збільшення довжини лопатки неефективно. Тому існує обмеження довжини лопатки, більше якої вона не може ефективно працювати.

### Хвостова частина лопатки
Конструкції хвостових з'єднань і, відповідно, хвостовиків лопатки вельми різноманітні і застосовуються виходячи з умов забезпечення необхідної міцності з урахуванням освоєння технологій їх виготовлення на підприємстві.
Види хвостовиків: Т-подібні, грибоподібні, вилкоподібні, ялинкоподібні та ін.
Жоден вид хвостових з'єднань не має особливого переваги над іншим — у кожного є свої переваги і недоліки. Різними заводами виготовляються різні типи хвостових з'єднань, і кожен з них використовує свої технології виготовлення.

Основні типи хвостовиків лопаток:
1. Т-подібний хвостовик; 2. Грибоподібний хвостовик (ластівчиний хвіст); 3. Вилкоподібний хвостовик; 4. Ялинкоподібний хвостовик

### Кріплення
Робочі лопатки турбін з'єднують між собою зв'язками різної конструкції: бандажами, які приклепані до лопаток або виконані у вигляді полки (цільно-фрезерувальний бандаж); дротами, що припаяні до лопаток або вільно вставленими в отвори в профільній частині лопаток, і притискуються до них відцентровими силами; за допомогою спеціальних виступів, зварюваних один з одним після набирання лопаток на диск.
Елементи збирання лопаток:
 1. Перо лопатки;
 2. Полиця;
 3. Хвостовик;
 4. Бандажна трубка

## Лопатки парових турбін

Різниця розмірів і форми лопаток на різних ступенях тиску однієї турбіни

Призначення лопаток турбін — перетворення потенційної енергії стисненого пари в механічну роботу.
Залежно від умов роботи в турбіні довжина її робочих лопаток може коливатися від декількох десятків до півтори тисяч міліметрів. На роторі лопатки розташовані східчасто, з поступовим збільшенням довжини, і зміною форми поверхні. На кожного ступеня лопатки однакової довжини розташовані радіально осі ротора. Це обумовлено залежністю від таких параметрів, як витрати, обсяг і тиск.
При рівномірному витраті тиск на вході у турбіну максимальне, витрата мінімальний. При проходженні робочим тілом через лопатки турбіни здійснюється механічна робота, тиск зменшується, але збільшується обсяг. Отже, збільшується площа поверхонь робочої лопатки і, відповідно, її розмір. Наприклад, довжина лопатки першого ступеня парової турбіни потужністю 300 МВт становить 97 мм, останньою — 960 мм.

## Лопатки компресорів
Призначення лопаток компресорів — зміна початкових параметрів газу і перетворення кінетичної енергії обертового ротора в потенційну енергію стисненого газу. Форма, розміри і способи закріплення на роторі лопаток компресорів не особливо відрізняються від лопаток турбін. У компресорі при однаковій витраті газ стискається, його обсяг зменшується, а тиск зростає, тому на першій ступені компресора довжина лопаток більше, ніж на останній.

## Лопатки газотурбінних двигунів
В газотурбінному двигуні є і компресорні, і турбінні лопатки. Принцип дії такого двигуна — стиснення повітря, необхідного для горіння, за допомогою лопаток турбокомпресору, підведення цього повітря в камеру згоряння і, під час горіння в суміші із паливом, — механічна робота продуктів згоряння на лопатках турбіни, розташованої на одному валу з компресором. Цим газотурбінний двигун відрізняється від будь-якої іншої машини, де є або компресорні нагнітаючі лопатки, як у нагнітачах та повітродувках, або турбінні лопатки, як у паротурбінних силових установок (на гідроелектростанціях).

## Лопатки гідротурбін

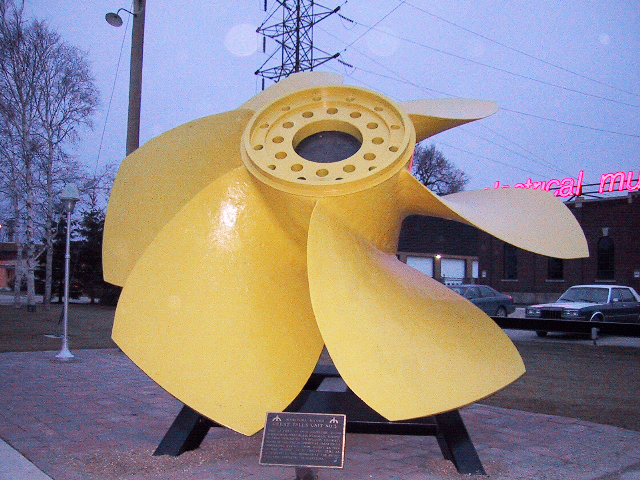
Диск з лопатками гідротурбіни

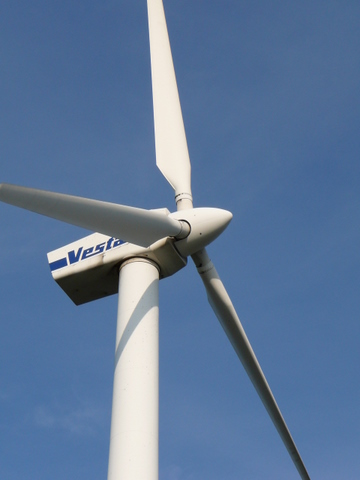
Лопаті вітротурбіни

У порівнянні з лопатками парових і газових турбін лопатки гідротурбін працюють в середовищі з малими швидкостями, але високими тисками. Тут довжина лопатки невелика, відносно її ширини, а іноді ширина більше довжини в залежності від густини рідини. Часто лопатки гідротурбін бувають приварені до диска або можуть виготовлятися цілою деталлю з ним.

## Лопатки (лопаті) вітродвигунів турбін
Лопатки вітрових турбін працюють в потоці з низьким тиском, але з досить великою витратою повітря і високою швидкістю. Тому відношення довжини лопатки до діаметра ротора досить велика. У нагнітальних лопатевих машинах (гвинтах літаків і вертольотів) особливої різниці в конструкціях лопаток немає.

## Історія лопатки
Як видно, першим предметом, що нагадує лопатку за виглядом і за способом застосування, могло бути весло. На думку деяких істориків, весла стали використовувати до приручення коней. Вітрило, яке також використовувалося для переміщення по воді, за призначенням теж було прототипом лопатки. Причому весло — яскравий приклад нагнітальної (компресорної) лопатки, а вітрило — турбінної (приводної) лопатки.

Архімедів гвинт

Першими лопатевими машинами можна вважати закріплені на осях лопаті вітряних або водяних коліс стародавніх млинів. Саме вони і є прототипами сучасних лопатевих апаратів.
Згадки про пристрої, що приводяться в обертання витікаючим потоком, виявляються в документах часів Стародавнього Риму. Герон Олександрійський, що жив у I столітті н. е. виготовив так званий еоліпіл,— механізм, що нагадує своєю конструкцією парову турбіну. Але особливого поширення він не отримав і, в основному застосовувався в конструкціях всіляких механічних іграшок. З часом про еоліпіл взагалі забули.
Одним з перших лопатеву машину випробував у дії найбільший з винахідників античності — Архімед Сиракузький. Його підйомний шнек, згодом названий «Архімедовим гвинтом», використовується вже третє тисячоліття в пристроях різного призначення.
Європейці, араби, китайці та багато інших цивілізацій також використовували різного роду водопідйомних машин (норії), водяні і вітряні млини.

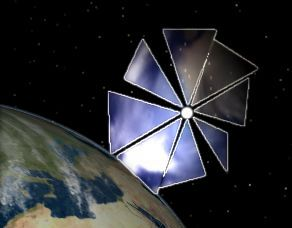
Сонячне вітрило на апараті «Космос 1»

У XIX столітті вчені стали узагальнювати досвід використовування дисків з лопатками і лопатями, аналізувати його і намагатися класифікувати. Російський академік Леонард Ейлер, спираючись на роботи Леонардо да Вінчі, Бернуллі, Ньютона, Лейбніца і багатьох інших, заклав основи теорії лопатевих машин, виділив окрему дисципліну, описані основні гідро-пневмомеханічні схеми роботи лопатевих апаратів.
Попри те, що з теорії та конструкції лопатевих машин, що використовуються як у газовому, так і в рідкому середовищі, написана значна кількість праць, дослідження цієї галузі техніки досі продовжуються.
У майбутньому можливе використання тиску світла в сонячних вітрилах в космосі. Швидше за все ці вітрила також будуть являти собою модифіковані лопатки, радіально розташовані на роторі.